# Maglehøj
Der Maglehøj von Hellested, 2 km östlich Haarlev auf der Stevns-Halbinsel auf der Insel Seeland in Dänemark war eines der Ganggräber, die vom Nationalmuseum bereits im späten 19. Jahrhundert untersucht wurden. Es entstand im Neolithikum zwischen 3500 und 2800 v. Chr. als Megalithanlage der Trichterbecherkultur (TBK). Das Ganggrab ist eine Bauform jungsteinzeitlicher Anlagen, die aus einer Kammer und einem baulich abgesetzten, lateralen Gang besteht. Diese Form ist primär in Dänemark, Deutschland, Skandinavien und in den Niederlanden, sowie vereinzelt in Frankreich zu finden. Auf Seeland existieren eine Anzahl Hügelgräber dieses Namens z. B. der Maglehøj von Frederiksværk, Maglehøj (Øster Egesborg), Maglehøj (Brederød) und der Maglehøj im Odsherred.

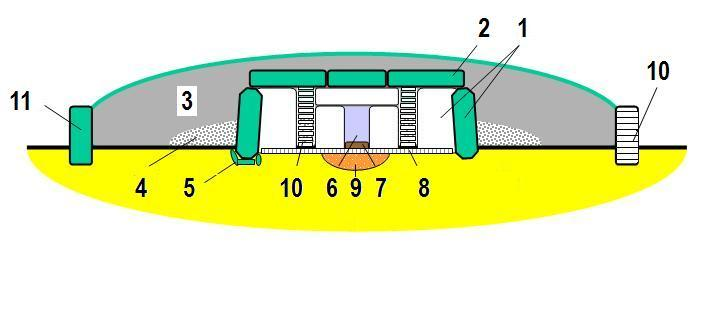
Schema Ganggrab (Querschnitt) 1=Trag-, 2= Deckstein, 3=Erdhügel, 4=Dichtung, 5=Verkeilsteine, 6=Zugang, 7= Schwellenstein, 8=Bodenplatten, 9=Unterbodendepots, 10=Zwischenmauerwerk 11=Randsteine

Das Ganggrab im  Maglehøj wurde zuerst von einem privaten Sammler im Jahr 1823 ausgegraben. Dabei wurde zum ersten Mal Birkenrinde (dänisch Birkebark) als Dichtungsmaterial nachgewiesen. Die sonstigen Funde (Skelettteile, Bernsteinperlen, zerscherbte Keramik und Abschläge, Messer sowie Pfeilspitzen aus Feuerstein) befinden sich in der Sammlung des Nationalmuseums. 1895 untersuchte C. Blinken das Ganggrab. In der Kammer sind die Zwischenmauerwerke (dänisch Tørmurene) besonders gut erhalten. 
Der Maglehøj ist etwa 3,6 m hoch und hat durch Erdentnahmen auf allen Seiten nur noch 14,5 m Durchmesser, damit ist es steil, aber grasbewachsen. Im Hügel liegt eine 5,1 m lange Südost-Nordwest orientierte trapezoide Kammer, die im Norden 1,6 und im Süden 2,4 m breit ist bei einer Höhe von 1,5 bis 1,6 m. Sie besteht aus 15 Tragsteinen, auf denen eine zweite, stellenweise auch dritte  Schicht aufliegt, um eine größere Kammerhöhe zu erzielen. Die Megalithanlage hat vier Decksteine. Der im Osten anschließende Gang ist etwa 3,5 m lang, innen 0,7 m breit und 1,05 m hoch. Jede Gangseite besteht aus sechs Tragsteinen, über denen im inneren Bereich drei Decksteine liegen (der innere zerbrochen, aber in situ). Im Gang befindet sich eine Türkonstruktion. 
Das 1996 restaurierte Ganggrab ist heute eines der am meisten besuchten Großsteingräber in der Gegend.